# Liste des premiers présidents de la Cour de cassation

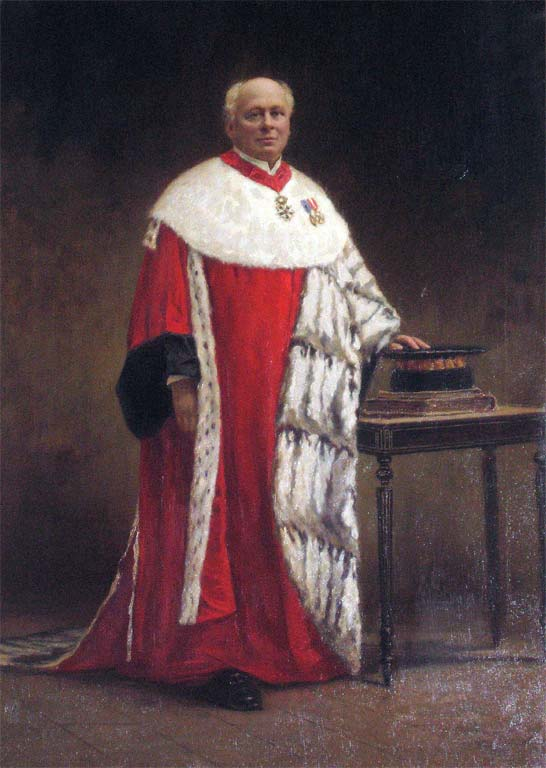
Alexis Ballot-Beaupré en sa robe de premier président de la Cour de cassation, fonction qu'il a exercée entre 1900 et 1911.

La liste des premiers présidents de la Cour de cassation recense, par ordre chronologique, les magistrats français qui ont exercé la fonction de premier président de la Cour de cassation depuis la création de cette institution sous le Consulat.
Le premier président est nommé par décret pris en Conseil des ministres sur proposition du Conseil supérieur de la magistrature (CSM).
Les premiers présidents ont été successivement :

## Du Consulat au Second Empire
| Premier président                     | Décret de nomination              | Décret de nomination  |
| Tribunal de cassation                 | Tribunal de cassation             | Tribunal de cassation |
| ------------------------------------- | --------------------------------- | --------------------- |
| François Denis Tronchet               | 1er floréal an VIII 21 avril 1800 |                       |
| Honoré Muraire                        | 15 ventôse an IX 6 mars 1801      |                       |
| Cour de cassation                     |                                   |                       |
| Honoré Muraire                        | 29 floréal an XII 19 mai 1804     | [ Bull 1 ]            |
| Raymond de Sèze                       | 15 février 1815                   |                       |
| Honoré Muraire                        | 13 mars 1815                      |                       |
| Raymond de Sèze                       | 12 juillet 1815                   |                       |
| Pierre Paul Nicolas Henrion de Pansey | 17 mai 1828                       |                       |
| Joseph-Marie Portalis                 | 8 août 1829                       |                       |
| Raymond-Théodore Troplong             | 18 décembre 1852                  |                       |
| Adrien Marie Devienne                 | 8 mars 1869                       |                       |

## De la Troisième à la Quatrième République
| Premier président       | Décret de nomination | Décret de nomination |
| ----------------------- | -------------------- | -------------------- |
| Adrien Marie Devienne   | 18 juillet 1871      |                      |
| Georges-Louis Mercier   | 10 mars 1877         | [ JORF 1 ]           |
| Jules Cazot             | 12 avril 1883        | [ JORF 2 ]           |
| Jules-Claude Barbier    | 15 novembre 1884     | [ JORF 3 ]           |
| Charles Mazeau          | 2 mars 1890          | [ JORF 4 ]           |
| Alexis Ballot-Beaupré   | 2 octobre 1900       | [ JORF 5 ]           |
| Manuel-Achille Baudouin | 16 novembre 1911     | [ JORF 6 ]           |
| Louis Sarrut            | 2 février 1917       | [ JORF 7 ]           |
| Paul André              | 15 septembre 1925    | [ JORF 8 ]           |
| Théodore Lescouvé       | 4 février 1928       | [ JORF 9 ]           |
| Paul Matter             | 22 août 1936         | [ JORF 10 ]          |
| Charles Frémicourt      | 16 juillet 1937      | [ JORF 11 ]          |
| Paul Mongibeaux (d)     | 4 janvier 1945       | [ JORF 12 ]          |
| Henri Picard            | 31 mai 1950          | [ JORF 13 ]          |
| Nicolas Battestini      | 3 août 1955          | [ JORF 14 ]          |

## Cinquième République
| Premier président     | Décret de nomination | Décret de nomination |
| --------------------- | -------------------- | -------------------- |
| Charles Bornet (d)    | 13 août 1963         | [ JORF 15 ]          |
| Maurice Aydalot       | 20 octobre 1967      | [ JORF 16 ]          |
| Albert Monguilan (tr) | 23 juin 1975         | [ JORF 17 ]          |
| Pierre Bellet (tr)    | 22 décembre 1977     | [ JORF 18 ]          |
| Robert Schmelck       | 2 septembre 1980     | [ JORF 19 ]          |
| Simone Rozès          | 1er février 1984     | [ JORF 20 ]          |
| Pierre Drai           | 18 juillet 1988      | [ JORF 21 ]          |
| Pierre Truche         | 16 juillet 1996      | [ JORF 22 ]          |
| Guy Canivet           | 2 juillet 1999       | [ JORF 23 ]          |
| Vincent Lamanda       | 4 mai 2007           | [ JORF 24 ]          |
| Bertrand Louvel       | 4 juillet 2014       | [ JORF 25 ]          |
| Chantal Arens         | 22 juillet 2019      | [ JORF 26 ]          |
| Christophe Soulard    | 23 juin 2022         | [ JORF 27 ]          |